# Hlóbyne
Hlóbyne (ucraniano: Гло́бине) es una ciudad de Ucrania perteneciente al raión de Kremenchuk de la óblast de Poltava.
En 2022, la ciudad tenía una población de 8955 habitantes. Es sede de un municipio con una población total de unos veinticinco mil habitantes, que abarca, además de Hlóbyne, 64 pueblos.
Se ubica unos 30 km al norte de la capital distrital Kremenchuk, sobre la carretera T1721 que une Kozélshchyna con Buháyivka. El casco urbano de Hlóbyne está atravesado por el río Omélnyk.

## Historia
Fue fundado en el siglo XVIII como un jútor, en la antigua ruta comercial de Moscú a Crimea. El asentamiento se menciona por primera vez en documentos en 1725. En el Hetmanato cosaco formó parte de la sotnia de Hradyzk del regimiento de Mýrhorod; posteriormente, la sotnia se reorganizó como uyezd, primero en la gobernación de Kiev y luego en la gobernación de Yekaterinoslav. En 1796 pasó a formar parte del uyezd de Kremenchuk, incluido en la de gobernación de Rusia Menor hasta 1802, cuando el uyezd pasó a formar parte de la gobernación de Poltava.
Debido a su ubicación en una ruta comercial, a mediados del siglo XIX había ya más de dos mil habitantes en el pueblo. Sin embargo, se desarrolló mucho más a partir de 1878, cuando se abrió aquí una estación de ferrocarril en la línea de Kremenchuk a Romný. La RSS de Ucrania le dio en 1923 el estatus de capital de su propio raión, en 1957 el de asentamiento de tipo urbano y en 1976 el de ciudad de importancia distrital. Perdió el estatus de capital distrital en 2020, al integrarse en el raión de Kremenchuk.